# Annona iquitensis
Annona iquitensis R.E.Fr. – gatunek rośliny z rodziny flaszowcowatych (Annonaceae Juss.). Występuje naturalnie w Peru. 

## Morfologia
PokrójZimozielone drzewo o owłosionych gałęziach.
LiścieMają podłużny lub podłużnie odwrotnie owalny kształt. Mierzą 10–16 cm długości oraz 3,5–4,5 cm szerokości. Nasada liścia jest zaokrąglona. Liść na brzegu jest całobrzegi. Wierzchołek jest ogoniasty. Ogonek liściowy jest owłosiony i dorasta do 6–7 mm długości.
KwiatySą pojedyncze. Rozwijają się na szczytach pędów. Działki kielicha mają owalny kształt i dorastają do 6–7 mm długości. Płatki mają owalny kształt. Osiągają do 13–15 mm długości.

## Biologia i ekologia
Rośnie w lasach pierwotnych